# Zajezdnia św. Wawrzyńca
Zajezdnia przy ul. św. Wawrzyńca – jeden z zabytków Krakowa, zespół architektoniczno-budowlany: dawna zajezdnia tramwajowa i autobusowa znajdująca się przy ul. św. Wawrzyńca 12, 13, 15 oraz 17.

## Historia
Założenie zajezdni ukształtowało się w 4 fazach rozwoju:
- 1882–1900: zajezdnia tramwaju konnego, budowana od lata 1882 r. (według niektórych danych 1882–1888), prawdopodobnie według projektu L.(H.?) Gerona. Wozownia była rozbudowana w 1896 r. według projektu biura architektonicznego Zygmunta Hendla i Tadeusza Stryjeńskiego. Założenie z wjazdem dla tramwajów z ul. Gazowej składało się z trzech budynków głównych: wozowni z kuźnią (czterotorowa hala czołowa, budynek parterowy, konstrukcja ryglowa, tzw. mur pruski, z dachem drewnianym), stajni ze skrzydłem administracyjnym (budynek półtorakondygnacyjny, murowany), stajni koni chorych (jednokondygnacyjny z wysokim poddaszem, murowany), nieokreślonych mniejszych obiektów pomocniczych, zapewne drewnianych oraz ozdobnego ogrodu zakładowego;

- 1900–1912: zajezdnia tramwaju elektrycznego wąskotorowego; powstała przez rozbudowę zespołu w 1900 r. według projektu Karola Knausa o wielofunkcyjny blok zabudowy, składający się z: hali tramwajów elektrycznych (sześciotorowej czołowej, z wjazdem z ul. Gazowej), hali warsztatów, elektrowni zakładowej; blok miał konstrukcję ceglaną z dachami drewnianymi. Trzy dotychczasowe główne obiekty zostały adaptowane i przebudowane: wozownia tramwaju konnego na warsztat, stajnia głównie pod administrację, stajnia koni chorych na pomocnicze zaplecze (socjalne?). Front bloku Knausa, zwłaszcza wozownia, uzyskał bogaty, monumentalny wystrój architektoniczny o stylistyce historyzującej luźno nawiązującej głównie do neorenesansu. Ogród zakładowy został przecięty komunikacją wewnętrzną;

- 1912–1923: zajezdnia normalno- i wąskotorowego tramwaju elektrycznego; w 1912 r. zespół został uzupełniony halą wozowni normalnotorowej (czterotorowej czołowej na 12 wagonów, usytuowanej w osi równoległej do ul. św. Wawrzyńca, z wjazdem z tejże ulicy); tzw. II wozownia (teren został też dogęszczony mniejszymi budynkami i dobudówkami pomocniczymi). Obiekt ten i tę funkcję przyjął jako tymczasową, więc budynek był półprowizoryczny, o konstrukcji ryglowej, z dachem drewnianym na łukowatych drewnianych kratownicach (system tzw. „Stephansdach”). W 1913 roku tę tymczasową funkcję rozszerzono na nowo zbudowaną część założenia na terenie wynajętym od Zakonu XX. Kanoników Laterańskich (ul. św. Wawrzyńca 12), którego trzonem była wozownia czołowa sześciotorowa, tzw. III wozownia, wykonana w tej samej technice, co II wozownia;

- 1923–1938: zajezdnia tramwajowa i autobusowa; po zbudowaniu stacji paliw z podziemnym zbiornikiem w 1923 r. wzniesiono w 1928 r. budynek garaży autobusowych z myjnią i warsztatem przy ul. Gazowej (parterowy, ryglowy z dachem pulpitowym drewnianym), zrealizowany przez firmę Eugeniusz Ronka i S-ka według własnego projektu; zabudowa zajezdni była dogęszczana obiektami pomocniczymi m.in. na terenie ogrodu zakładowego, a tę fazę zamknęło wykupienie narożnej kamienicy przy ul. św. Wawrzyńca 13 i jej adaptacja do funkcji biurowej.

Po uruchomieniu nowej zajezdni w Podgórzu w 1939 r. zajezdnia przy ul. św. Wawrzyńca i Gazowej nie podlegała już istotnym zmianom przestrzennym. Stopniowo jako niefunkcjonalna traciła na znaczeniu, wyprowadzano z niej kluczowe funkcje (likwidacja tramwaju wąskotorowego w 1953 r., likwidacja normalnotorowego do 1960 r.), zlikwidowano większość detalu architektonicznego, przekształcano wnętrza, wprowadzano przybudówki i wiaty, ostatecznie zlikwidowano pozostałości ogrodu zakładowego, zlikwidowano niektóre nowsze budynki. Po opuszczeniu przez MPK w poł. lat 90. XX w. zwrócono zakonowi część północną z 1913 r. (św. Wawrzyńca 12), wyłączono narożny budynek pozostawiając funkcje administracyjne, a w najstarszej części zespołu Gmina M. Krakowa utworzyła w 1998 r. Muzeum Inżynierii Miejskiej.
W latach 1997–2010 prowadzono w tej części sukcesywnie kompleksowe prace konserwatorskie, jeszcze nie sfinalizowane. M.in. w 2008 II wozownia została poddana odnowie konserwatorskiej, a w ul. św. Wawrzyńca przywrócono dojazd normalnotorowy w celu wprowadzenia tam zabytkowych tramwajów (Tramwaje w Krakowie), będących w posiadaniu MPK SA. Oficjalne otwarcie wyremontowanej hali odbyło się podczas krakowskiej Nocy Muzeów 2009, 15 maja 2009. Przy muzeum jest przystanek tramwajowy, z którego w wakacje korzysta linia turystyczna 0, obsługiwana taborem zabytkowym z tej zajezdni. W zajezdni stacjonują następujące składy tramwajowe:
- Sanok SN1 + MAN PN3(replika)
- Sanok SN2 + Sanok PN2
- Konstal N + Konstal ND + Sanok PN2
- LH Standard
- Konstal 102N

W ekspozycji MIM okresowo znajduje się także zabytkowy miejski autobus krakowski: durant rugby z nadwoziem firmy Orlicki, z 1929 r., własność MPK w Krakowie.
Zajezdnia jest obiektem nr 10 Krakowskiego Szlaku Techniki.

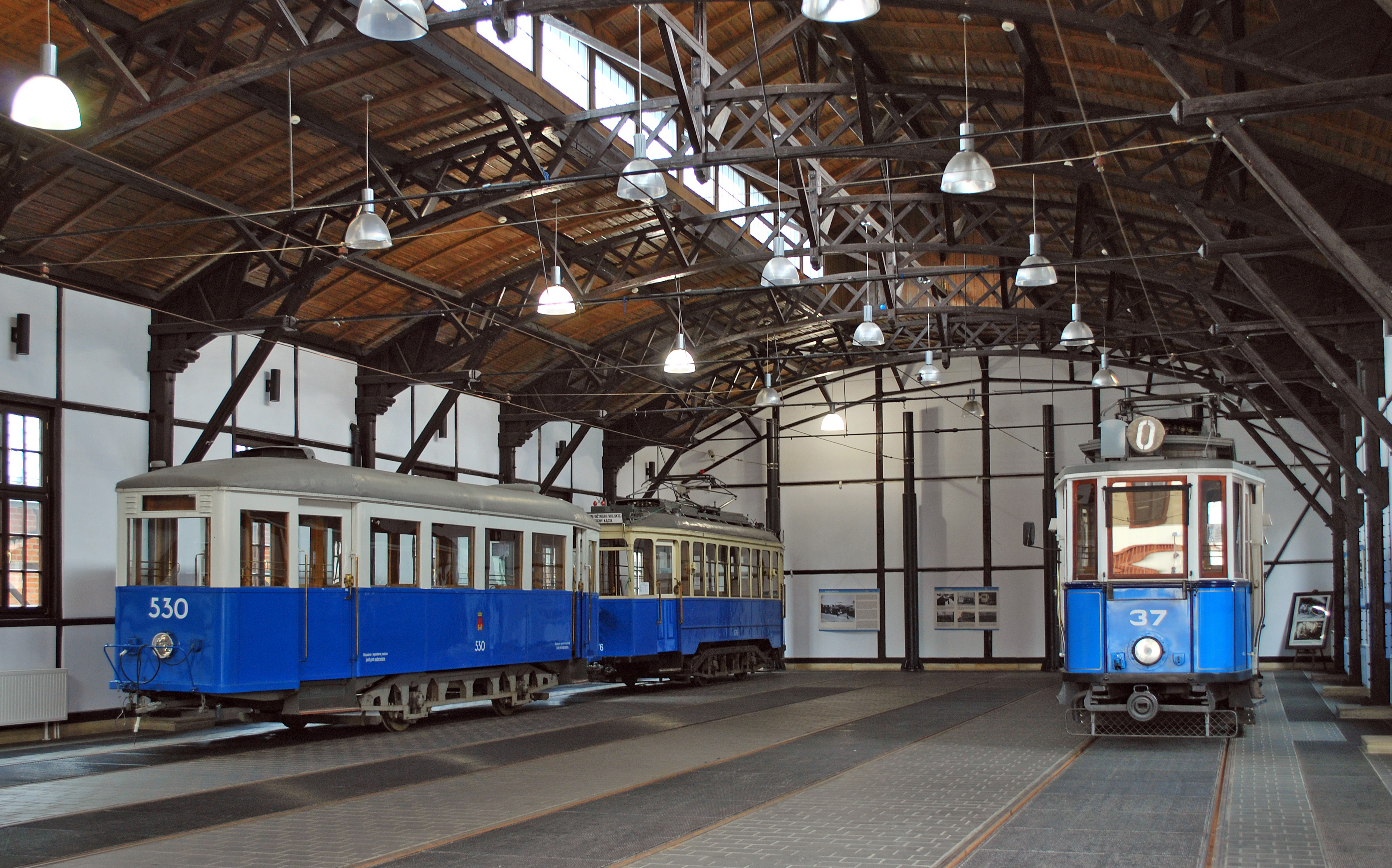
Wnętrze hali tramwaju normalnotorowego, tzw. II wozownia, ul. św. Wawrzyńca 15
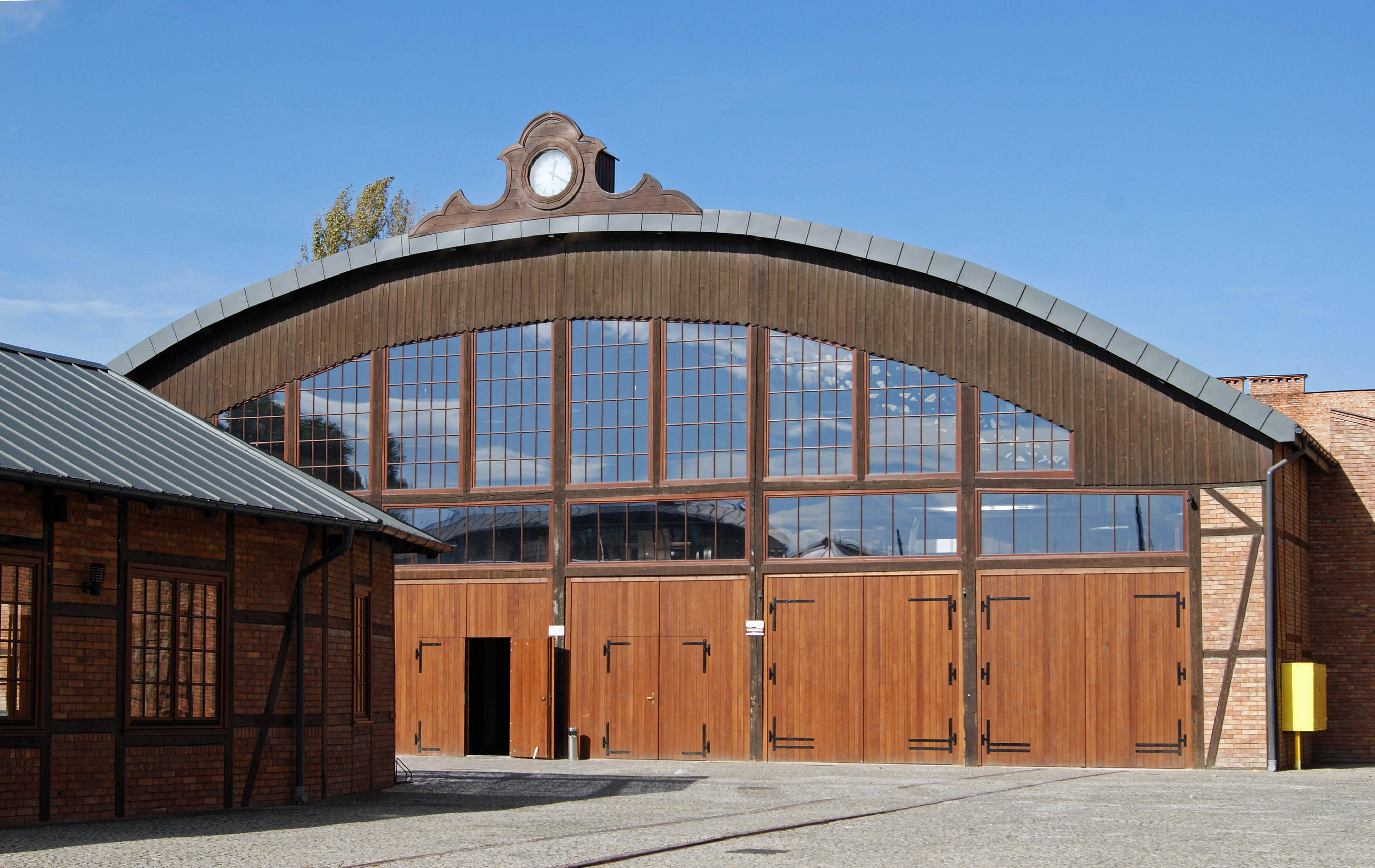
Część założenia zajezdni wzniesiona w 1913 r. dla tramwaju normalnotorowego przy ul. św. Wawrzyńca 12 (stan po remoncie ukończonym w 2012 r.)
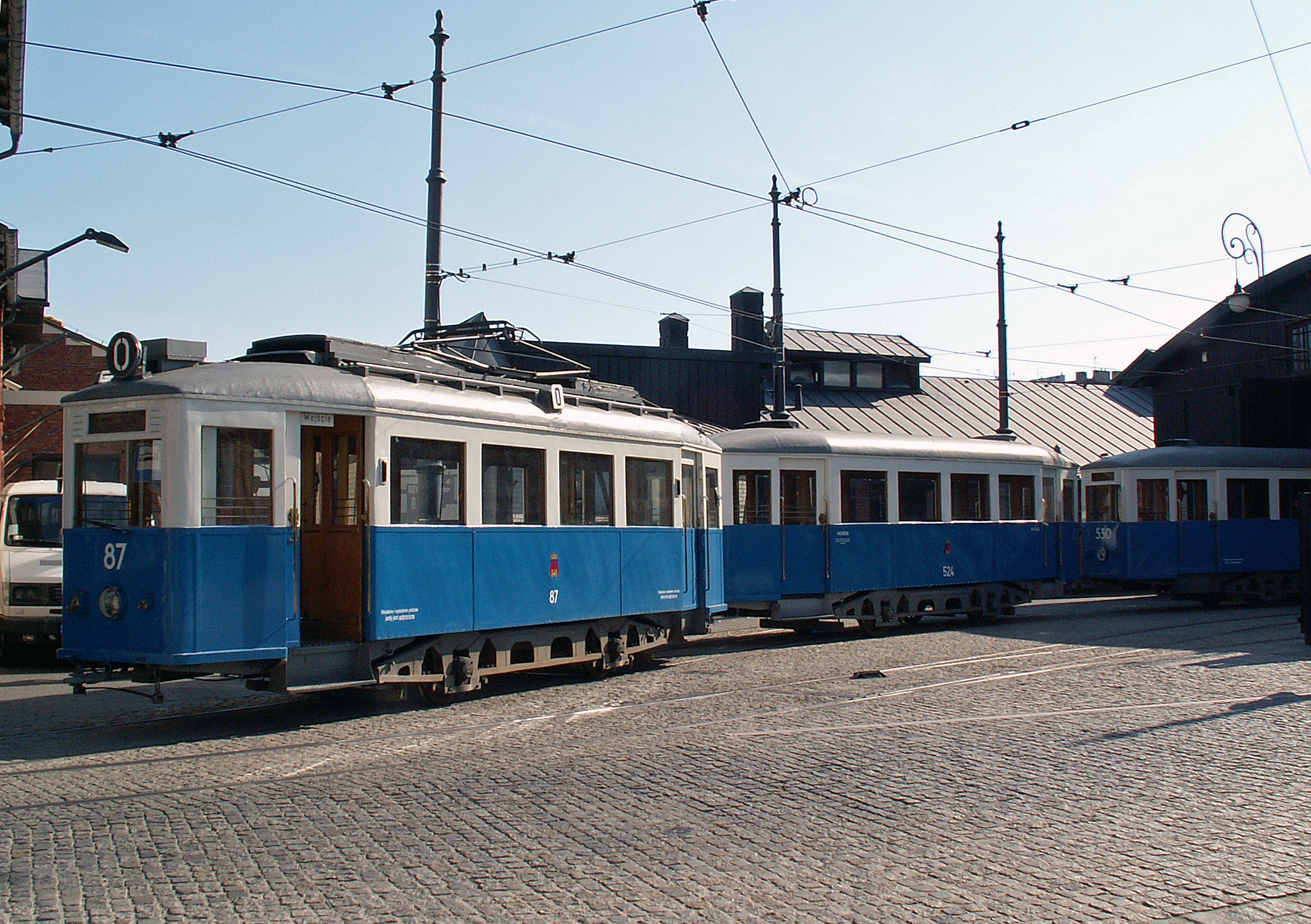
Tramwaj Sanok SN2 linii 0 wyjeżdża na turystyczną trasę, z hali z 1912 r. w części zespołu zajezdni przy ul. św. Wawrzyńca 15
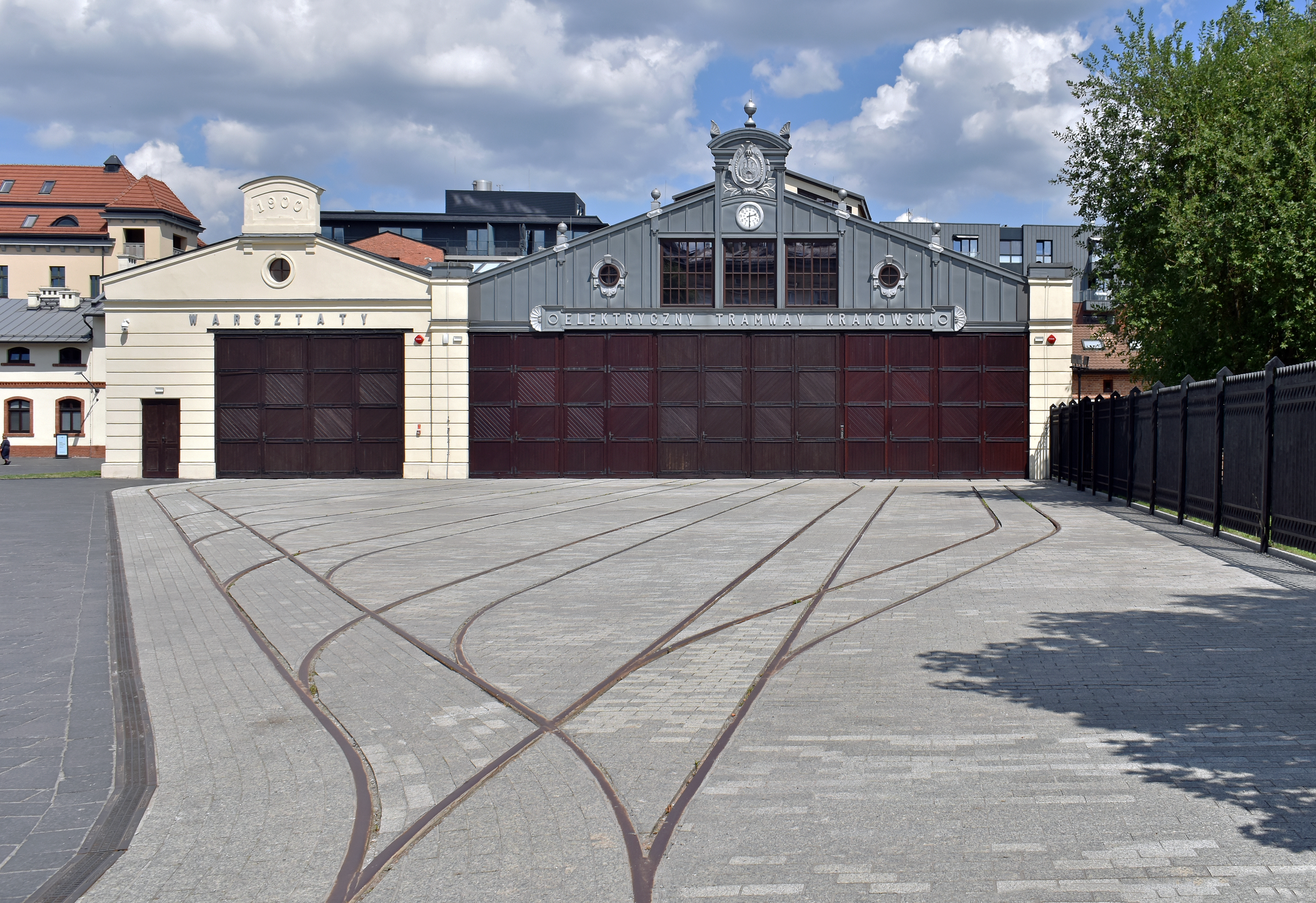
Widok od strony ul. Gazowej na front bloku zabudowy proj. K. Knausa, zbudowany w 1900 r. dla elektrycznego tramwaju wąskotorowego w zespole zajezdni przy ul. św. Wawrzyńca 15